# يواكيم موتينيو
يواكيم موتينيو (بالبرتغالية: Joaquim Moutinho‏) مواليد 14 ديسمبر 1951 في بورتو، هو سائق راليات برتغالي سابق بدأ مسيرته في سنة 1973. كان أول رالي له هو رالي البرتغال 1973. شارك في بطولة العالم للراليات. فاز بـ سباق رالي واحد. صعد على المنصة مرة واحدة خلال مسيرته.

## روابط خارجية
- يواكيم موتينيو على موقع eWRC-results.com (الإنجليزية)